# Vågan (Troms)
Vågan est une localité du comté de Troms, en Norvège.

## Géographie
Administrativement, Vågan fait partie de la kommune de Lenvik.